# 松澤匠
松澤 匠（まつざわ たくみ、1985年〈昭和60年〉5月13日 - ）は、日本の俳優。埼玉県出身。quinadaを経て、ニコフイルム所属。

## 人物
趣味はサッカー、水泳、日本舞踊、歌。

## 出演

### テレビドラマ
- 花ざかりの君たちへ〜イケメン♂パラダイス〜 最終話（2007年9月18日、フジテレビ）
- ドラマW ビート（2011年2月13日、WOWOW）
- 恋愛検定 最終話（2012年6月24日、NHK BSプレミアム）
- 美女と男子 第5回（2015年5月12日、NHK総合）
- 大河ドラマ（NHK）
  - おんな城主 直虎 第45話 - 第47話（2016年11月12日 - 26日）
  - いだてん〜東京オリムピック噺〜 第26話（2019年7月7日） - 田畑政治の弟 役
  - 青天を衝け 第29話 - 第30話（2021年10月3日 - 10日） - 長岡謙吉 役
- 道子とキライちゃんの相談室（2017年1月12日 - 2月23日、フジテレビ） - AD 役
- 4号警備 第4回（2017年4月29日、NHK総合）
- 連続ドラマW「監査役 野崎修平」第7話（2018年2月25日、WOWOW）
- 60 誤判対策室 最終話（2018年6月3日、WOWOW）
- 宮本から君へ 最終話（2018年6月30日、テレビ東京） - 佐々木 役
- 透明なゆりかご 第3回（2018年8月3日、NHK総合） - 麻酔科医 役
- ハゲタカ 第7話（2018年8月30日、テレビ朝日）
- ガールはフレンド（2018年11月28日、TOKYO MX）
- 連続ドラマW「坂の途中の家」（2019年4月27日 - 6月1日、WOWOW） - 山田和貴 役
- 潤一 第2話（2019年7月20日、関西テレビ）
- 名もなき復讐者 ZEGEN 第3話 - 第5話（2019年9月13日 - 27日、関西テレビ）
- 連続ドラマW「トップリーグ」第1話（2019年10月5日、WOWOW）
- 本気のしるし 第7話・第9話・最終話（2019年11月26日・12月10日・17日、メ～テレ）
- コタキ兄弟と四苦八苦 第2話（2020年1月18日、テレビ東京） - 渡辺誠 役
- 銀座黒猫物語 第9話（2020年9月11日、関西テレビ）
- 連続ドラマW「コールドケース3 ～真実の扉～」第5話（2021年1月9日、WOWOW） - 鈴木和也 役[4]
- アノニマス〜警視庁“指殺人”対策室〜（2021年2月1日、テレビ東京） - 小宮浩司 役
- 月曜プレミア8「女王の法医学～屍活師～」（2021年5月31日、テレビ東京） - 新井光一郎 役[5]
- それでも愛を誓いますか?（2021年10月3日 - 12月12日、テレビ朝日 / 朝日放送） - 藤谷憲二 役[6]
- 叫ばないと生きていけない（2022年1月9日 - 3月6日、中国放送） - 猪熊 役[7]
- ヒル（2022年3月4日 - 5月20日、WOWOW） - ミロ 役[8]
- ザ・タクシー飯店 第5話（2022年6月30日、テレビ東京） - 松尾友也 役[9]
- 高速を降りたら（2024年3月19日、NHK総合・NHK BSプレミアム4K） - トミタ 役[10]
- あなたの恋人、強奪します。 第7話・第8話（2024年5月26日・6月2日、朝日放送テレビ） - 緒方義之 役[11]
- 連続テレビ小説 虎に翼（2024年9月12日- 、NHK） - 吉川誠也 役[12]
- 憶えのない殺人（2025年2月22日、NHK BS / 放送日未定、NHK BSプレミアム4K） - 稲岡勇也 役[13][14]
- キスでふさいで、バレないで。 第6話（2025年3月11日、読売テレビ） - 油井普也 役[15]

### 配信ドラマ
- 不能犯（2017年、dTV） - 上野琢巳 役
- 会社は学校じゃねぇんだよ（2018年、AbemaTV）
- エンジェルフライト 国際霊柩送還士（2023年3月17日、Amazon Prime Video） - 第3話　吉崎雅也　役

### 映画
- 蘇りの血（2009年12月19日）
- ボックス!（2010年5月22日）
- 恋の渦（2013年3月30日） - ユウタ 役
- 月の下まで（2013年9月14日） - 明神雄介 役
- 味園ユニバース（2015年2月14日） - ショウ 役
- おんなのこきらい（2015年2月14日） - ケンジ 役
- トイレのピエタ（2015年6月6日）
- 秘密 THE TOP SECRET（2016年8月6日）
- 夜、逃げる（2016年8月28日） - 君嶋 役[16]
- オーバー・フェンス（2016年9月17日） - 島田晃 役
- SCOOP!（2016年10月1日）
- ミュージアム（2016年11月12日）
- 吉田類の「今宵、ほろ酔い酒場で」（2017年6月10日）
- おじいちゃん、死んじゃったって。（2017年11月4日） - 圭介 役
- 家に帰ると妻が必ず死んだふりをしています。（2018年6月8日）
- 少女邂逅（2018年6月30日） - 篠崎昇 役
- SUNNY 強い気持ち・強い愛（2018年8月31日）
- 岬の兄妹（2019年3月1日） - タケ 役
- 長いお別れ（2019年5月31日） - 大畑雄吾 役
- 浅田家!（2020年10月2日）
- すばらしき世界（2021年2月11日） - 老人介護施設職員・服部 役
- るろうに剣心 最終章 The Beginning（2021年6月4日、ワーナー・ブラザーズ映画） - 似非志士 役
- さんかく窓の外側は夜（2021年7月2日）
- ずっと独身でいるつもり?（2021年11月19日） - 高橋佑介 役[17]
- 鯨の骨（2023年10月13日）[18]

### 短編映画
- アンダーウェア・アフェア（2009年、ndjc:若手映画作家育成プロジェクト）
- MANICURE（2017年）[19]

### DVD
- リアルオーディション Boys【映画俳優】（ベンテンエンタテインメント、2009年2月6日発売）

### 舞台
- おしまいのとき（2011年9月8日 - 25日、下北沢ザ・スズナリ）
- 城山羊の会
  - 効率の優先（2013年06月07日 - 16日、東京芸術劇場シアターイースト）
  - 自己紹介読本（2016年12月1日 - 11日、小劇場B1）
    - 再演（2018年4月17日 - 22日、シアタートラム / 4月28日・29日、ABCホール）
- 男たらし（2014年1月29日 - 2月4日、下北沢ザ・スズナリ）
- ヒッキー・カンクーントルネード（2015年2月7日・8日、KAAT神奈川芸術劇場）
- 蒲団と達磨（2015年3月6日 - 15日、KAAT神奈川芸術劇場）
- 黒蜥蜴（2018年1月9日 - 28日、日生劇場 / 2月1日 - 5日、梅田芸術劇場）
- ハザカイキ（2024年3月31日 - 4月22日、THEATER MILANO-Z / 4月27日 - 5月6日、森ノ宮ピロティホール）[20]

#### 公演中止
- パラダイス（2020年）[21]

### MV
- とけた電球「魔法が使えないから」（2017年）

### CM
- TOTO「W杯の興奮・カップル」篇（2014年5月 - ）
- サンゲツ「黄色のレストラン」篇（2015年4月 - ）
- 森永製菓 ベイク「やいちゃってんじゃないの」篇（2016年6月 - ）
- Hulu（2016年12月）
- スカイマーク「ねばり納豆バスの旅」（2017年）
- ドラゴンクエストXI 過ぎ去りし時を求めて「あの頃、僕らは勇者だった」篇（2017年5月）
- 中部電力「電車で（比べてA）」篇（2017年6月 - ）
- Twitter（2017年6月）
- 三菱電機 霧ヶ峰50周年「人生に吹く風」（2017年8月）
- P&G ジョイ「ふたりでわけあうもの」（2017年11月）
- 日経DUAL（2019年5月）
- ソフトバンク「恋人がサンタクロース」篇（2019年12月 - ）
- 日本マクドナルド「彼女がいない」篇（2020年1月 - ）
- 保険相談ニアエル「保険パートナーに会える!ニアエルの歌」篇（2020年1月 - ）
- 積水ハウス「家路2020」篇（2020年7月）